# Hlinka-Garde

Emblem der Hlinka-Garde

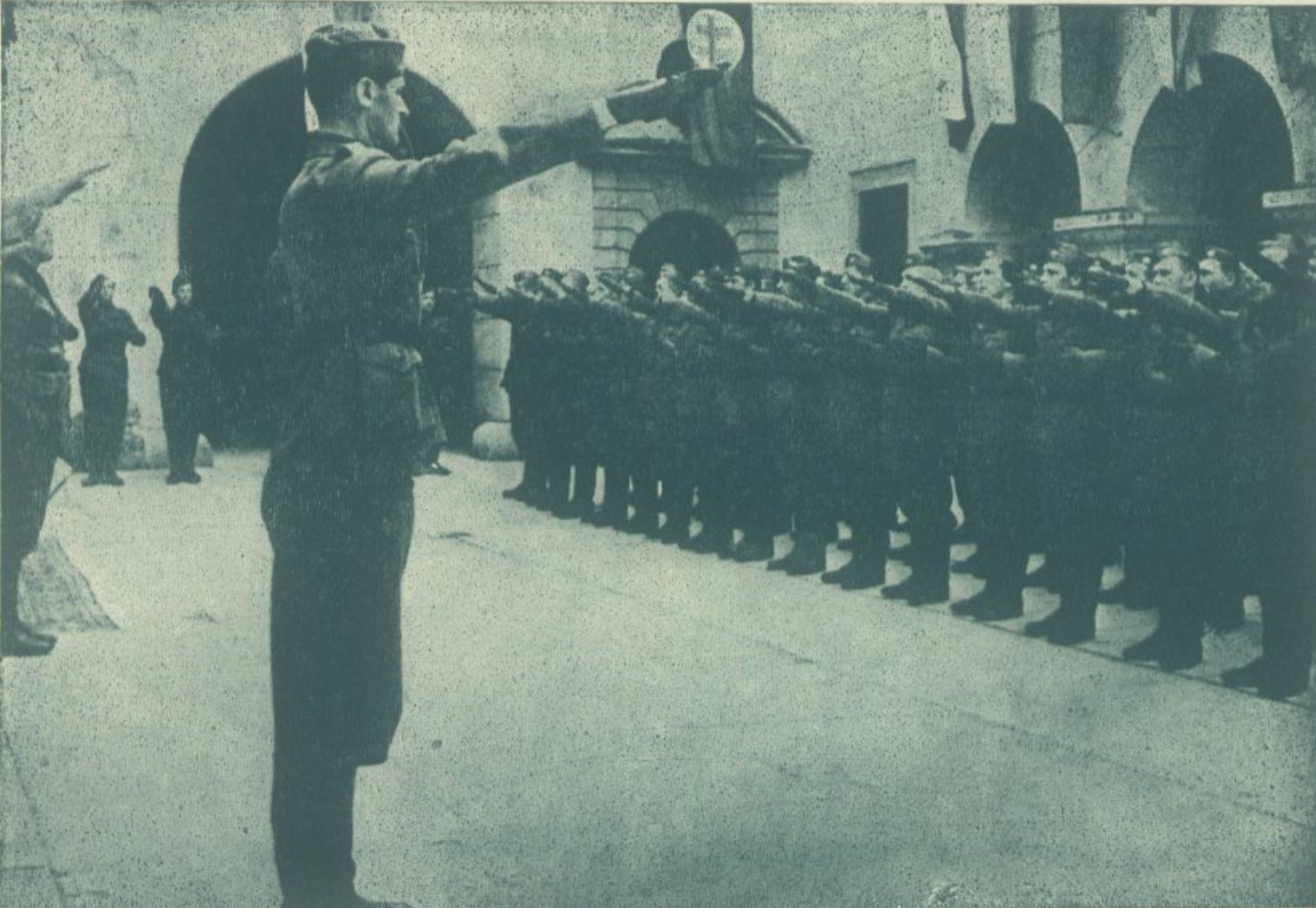
Offiziere der Hlinka-Garde bei ihrem Eidschwur mit gardistischem Gruß (1944)

Die Hlinka-Garde (seltener Hlinkagarde, slowakisch: Hlinkova garda, kurz HG) war von 1938 bis 1945 die paramilitärische Wehrorganisation des ultranationalistischen Ludaken-Regimes, und die Nachfolgeorganisation der von 1923 bis 1929 bestehenden Rodobrana. Namensgeber war der ehemalige Parteivorsitzende Andrej Hlinka, der jedoch bereits vor der Gründung der Garde verstorben war.
Die Hlinka-Garde diente seit ihrer Entstehung als machtpolitische Stütze der rechtsradikalen Gruppen innerhalb der Hlinka-Partei und verschrieb sich nach dem Salzburger Diktat 1940 der Idee eines slowakischen Nationalsozialismus nach deutschem Vorbild, wie ihn der Parteiflügel um Ministerpräsident und Außenminister Vojtech Tuka sowie dem Innenminister und Oberkommandeur der Hlinka-Garde Alexander Mach vertrat.
Während der Diktatur der Ludaken war die Hlinka-Garde für zahlreiche Gewalttaten an Tschechen, Juden, Roma und politischen Gegnern des Regimes verantwortlich. 1942 beteiligte sich die Garde aktiv bei den Deportationen slowakischer Juden ins KZ Auschwitz. 1944 wurde sie in die SS integriert, beteiligte sich an der Niederschlagung des Slowakischen Nationalaufstands und verübte zahlreiche Massaker an Juden und slowakischen Zivilisten.

## Symbolik

Flagge (1938–1939)
Flagge (1939–1945)

## Oberbefehlshaber
| von               | bis               | Name            |
| ----------------- | ----------------- | --------------- |
| 6. Oktober 1938   | 14. März 1939     | Karol Sidor     |
| 14. März 1939     | 21. Mai 1940      | Alexander Mach  |
| 21. Mai 1940      | 29. Juli 1940     | František Galan |
| 29. Juli 1940     | 5. September 1944 | Alexander Mach  |
| 5. September 1944 | 8. Mai 1945       | Otomar Kubala   |

## Geschichte

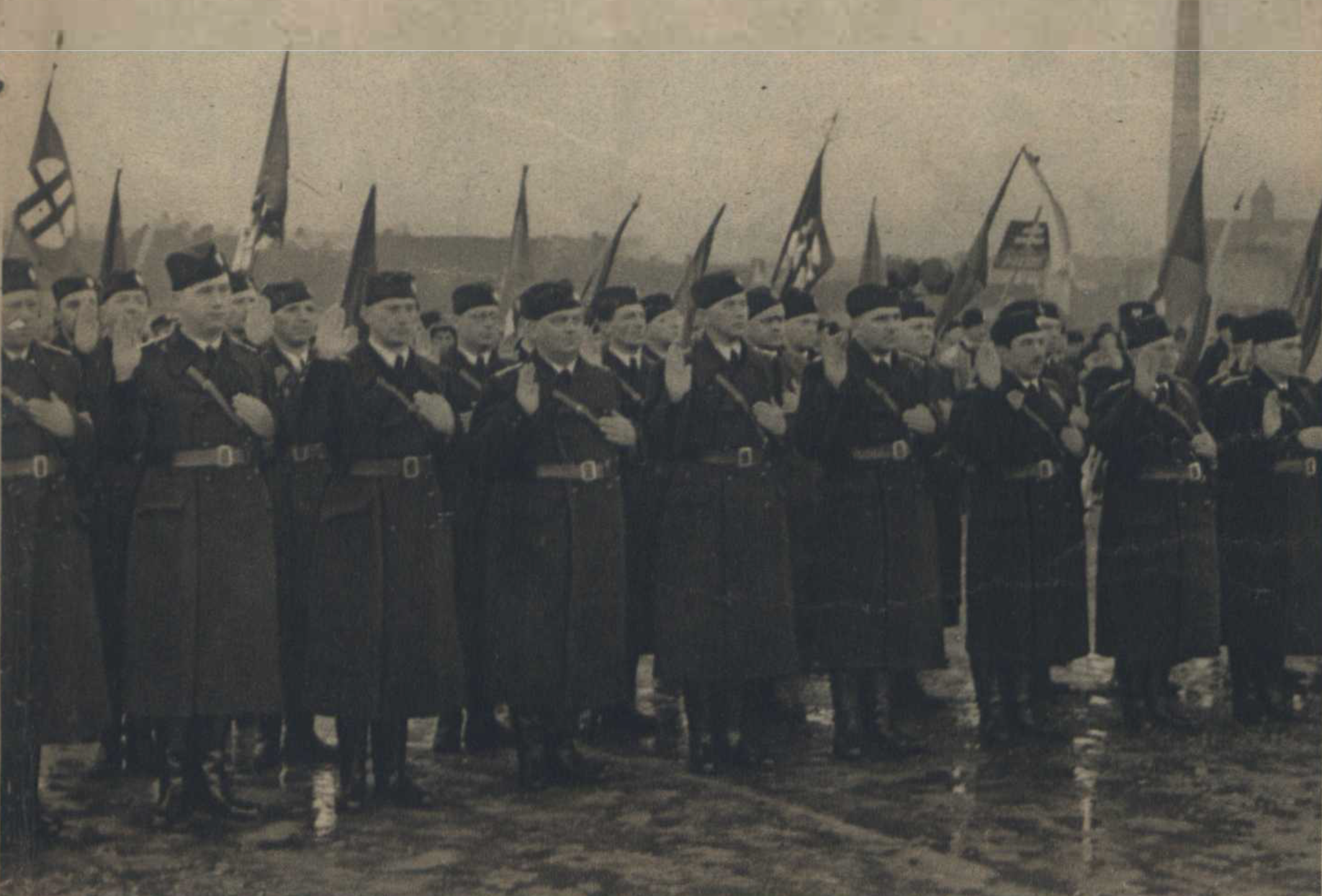
Offiziere der Hlinka-Garde bei ihrem Eidschwur (1938)

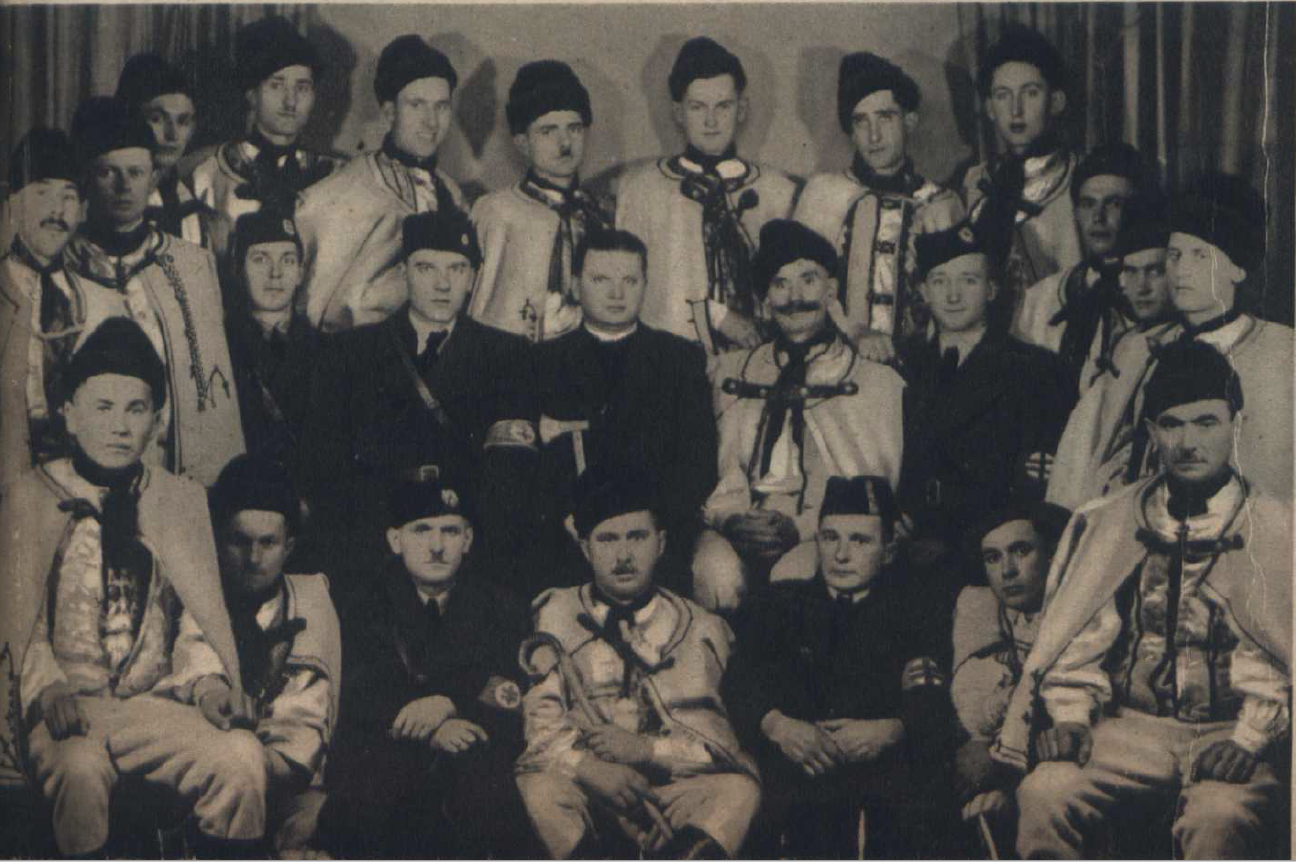
Hlinka-Gardisten in Bzovík (1939)

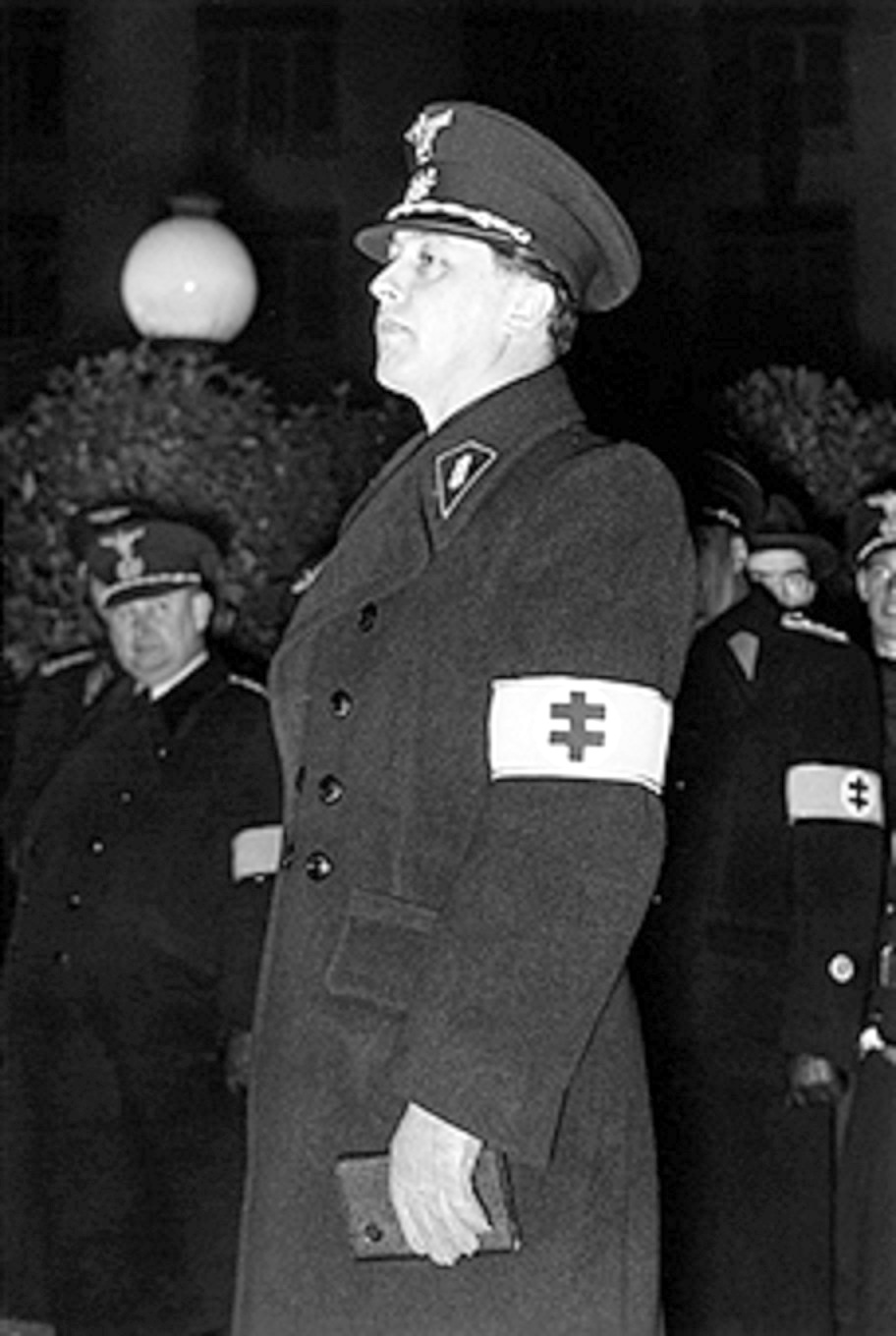
Alexander Mach in gardistischer Uniform

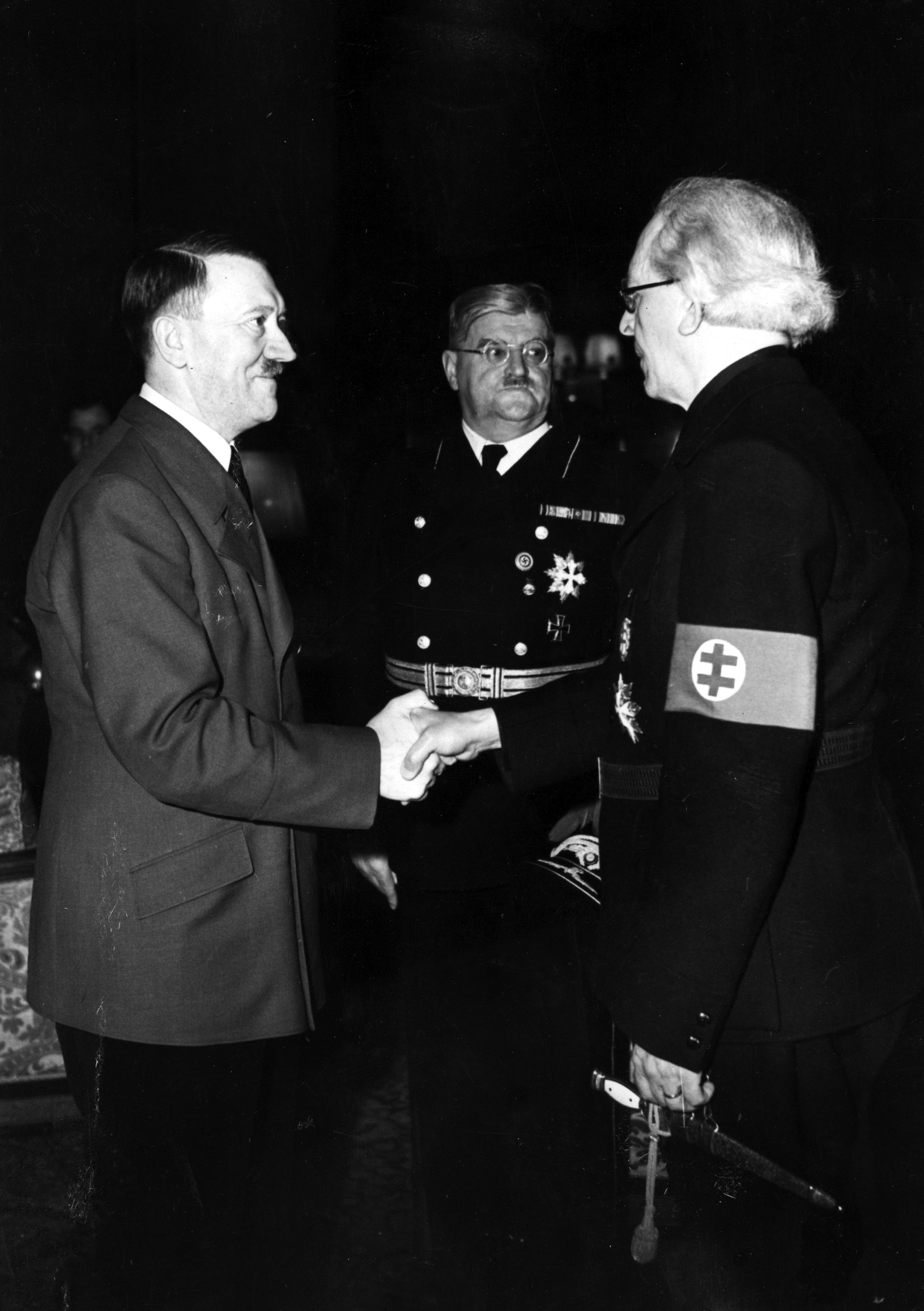
Ministerpräsident Vojtech Tuka in gardistischer Uniform bei Hitler in Berlin 1941.

Die Hlinka-Garde war die Nachfolgerin der Rodobrana (Heimwehr), die 1927 auf behördliche Anordnung hin aufgelöst worden war. Die Garde wurde während der Sudetenkrise im Sommer 1938 gegründet und am 8. Oktober 1938, eine Woche nach der Ratifizierung des Münchner Abkommens, offiziell in Dienst gestellt.
Die ersten Einheiten der HG entstanden im Juni 1938 in Bratislava, im Juli in Trnava und Nitra ohne amtliche Genehmigung. Die formelle Gründung folgte nach dem Münchner Abkommen am 8. Oktober 1938. Nach Prags Bewilligung der slowakischen Autonomie innerhalb der Tschecho-Slowakei nahm die Garde in der Slowakei per Dekret polizeiliche Aufgaben wahr. Sie fungierte als bereitwillige Helferin Hitlers und seiner imperialistischen Pläne und ging gegen Juden, Tschechen, die politische Linke und die Opposition vor. Die Uniform bestand aus einem schwarzen Oberteil und einer schwarzen Mütze. Der gardistische Gruß lautete Na stráž! (Auf Wache!).
Am 15. März 1939, einen Tag nach der Ausrufung des Slowakischen Staates, wurde Alexander Mach zum neuen Befehlshaber ernannt. Die Aufgaben der Garde wurden in einer Reihe von Regierungsverordnungen festgelegt, u. a. die Förderung der Vaterlandsliebe, die paramilitärische Ausbildung und der Schutz der innerstaatlichen Sicherheit. Dadurch sollte die Garde als paramilitärische Parteiorganisation ein Gegengewicht zu Armee und Polizei bilden.
1941 wurden Stoßtruppen der Hlinka-Garde in deutschen SS-Lagern ausgebildet, und die SS wies der Garde mit Viktor Nageler einen eigenen Berater zu. Von diesem Zeitpunkt an verließen etliche Gardisten aus der Mittelschicht die Organisation, die fortan überwiegend aus Bauern, ungelernten Arbeitern und Arbeitslosen bestand.
1942 war die Hlinka-Garde für die Deportation slowakischer Juden in das KZ Auschwitz verantwortlich. Damit einher ging die Beschlagnahmung jüdischer Besitzstände (Arizácia majetku), die einzelnen Gardisten zugeteilt wurden.
Seit der Staatsgründung 1939 fanden immer wieder Machtkämpfe zwischen der Hlinka-Garde und der Hlinka-Partei um die Herrschaft im Land statt. Die von der SS instruierte Náš Boj („Unser Kampf“) war hierbei die radikalste Gruppierung innerhalb der Garde.

### Bereitschaftseinheiten der Hlinka-Garde (POHG)
Nach dem Slowakischen Nationalaufstand im August 1944 wurde die Hlinka-Garde vollständig von der SS übernommen. Die von Otomar Kubala angeführten Sondereinheiten, die Bereitschaftseinheiten der Hlinka-Garde (slowakisch Pohotovostné oddiely Hlinkovej gardy, kurz POHG) wurden seitdem gegen Partisanen und Juden eingesetzt.